# Ludwig Bohnstedt

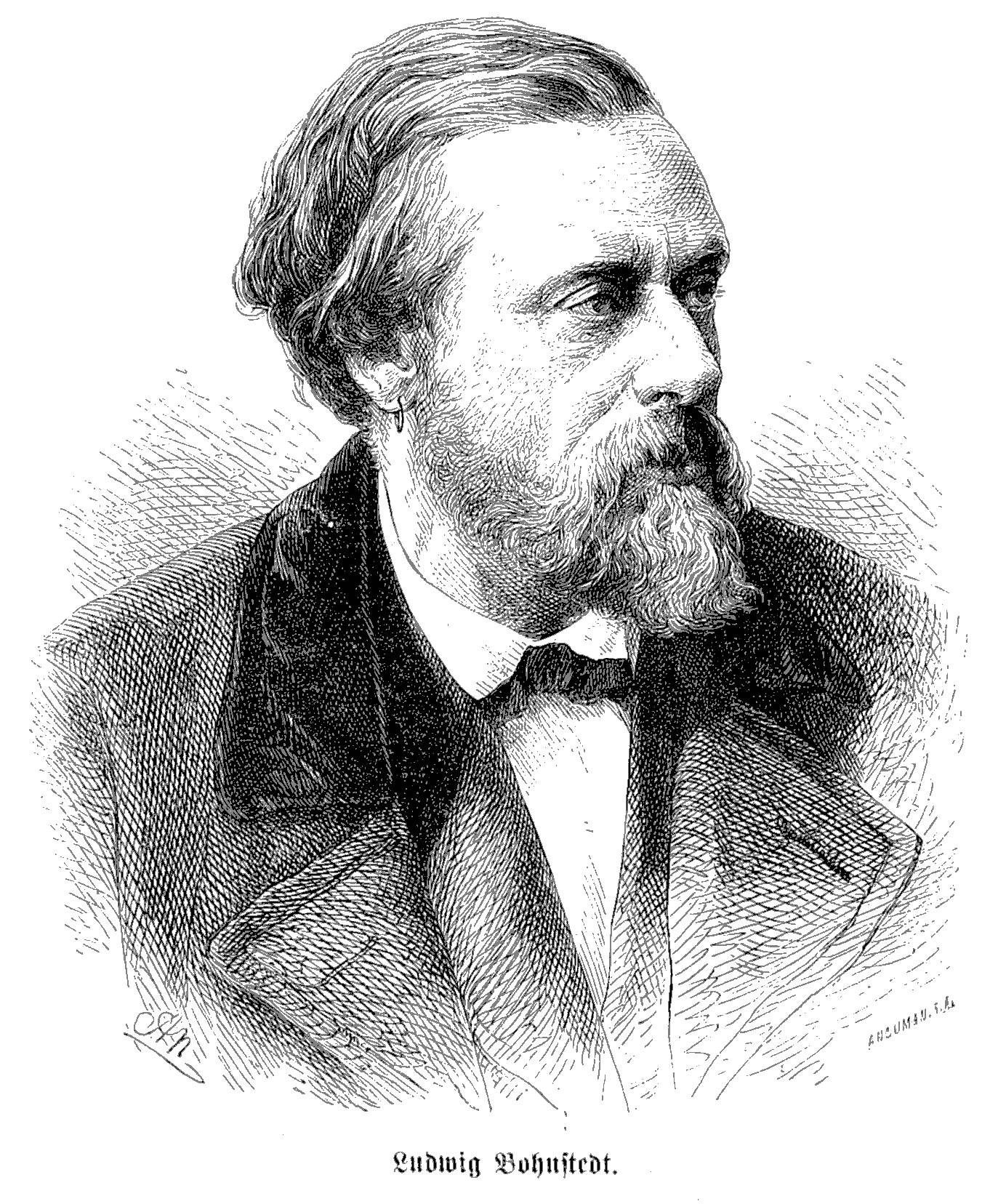
Ludwig Bohnstedt

Franz Ludwig Carl Bohnstedt (* 27. Oktober 1822 in Sankt Petersburg; † 3. Januar 1885 in Gotha) war ein deutscher Architekt. Im ersten Architekturwettbewerb für das Reichstagsgebäude im Jahr 1872 wurde sein Entwurf mit dem ersten Preis ausgezeichnet, jedoch nicht ausgeführt, weil er kein Berliner war. Darüber hinaus entwarf Bohnstedt zahlreiche Bauten in Thüringen.

## Leben

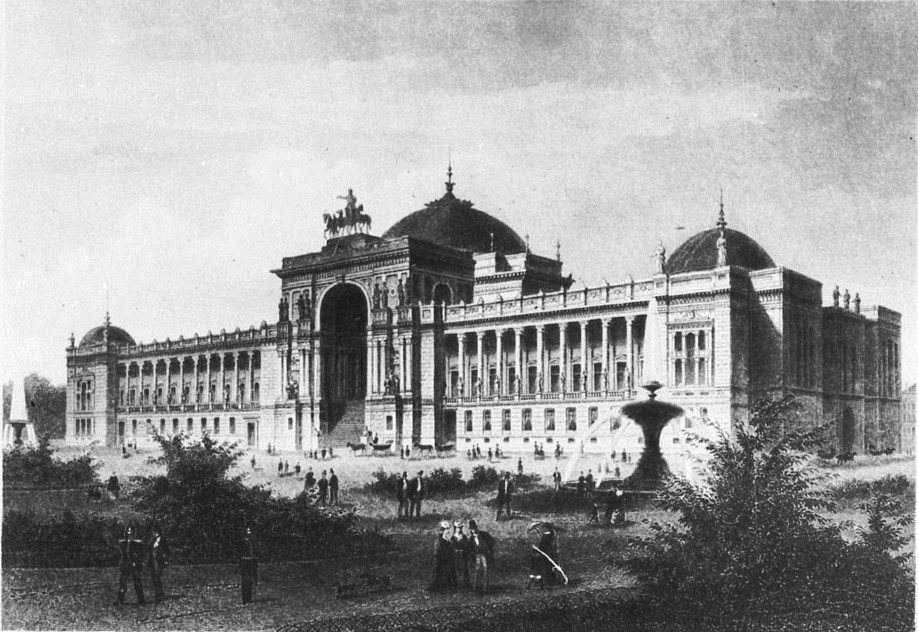
Bohnstedts Entwurf des Reichstagsgebäudes

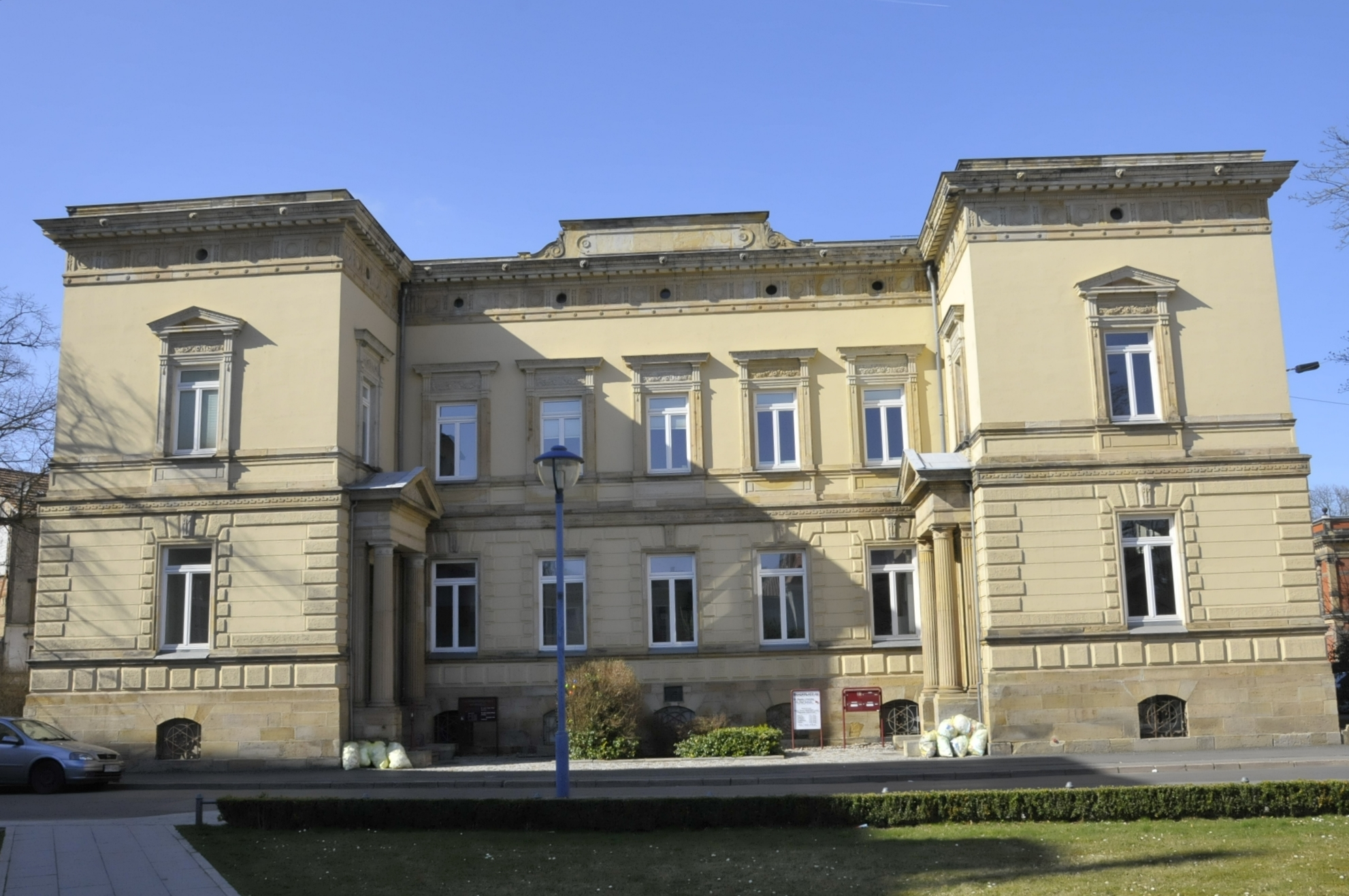
Gothaer Privatbank (1873–1877)

Als Sohn deutscher Einwanderer wurde Bohnstedt in Sankt Petersburg geboren. 1839 begann er an der Universität Berlin ein Studium der Philosophie, jedoch wechselte er bald zur Architektur. Nach dem Studium kehrte er 1843 nach Sankt Petersburg zurück, wo er als Architekt tätig war. Die russische Großfürstin Helene ernannte ihn zum Hofarchitekten. 1851–1854 agierte er als Oberarchitekt der russischen Regierung, 1858 als Hofrat und Professor an der Petersburger Kunstakademie.
Am 12. Dezember 1850 heiratete er in Sankt Petersburg Olga, geb. van der Vliet (1833–1906), mit der er fünf überlebende Kinder hatte: den Manufakturdirektor in St. Petersburg Ernst Bohnstedt (1851–1908), den Architekten Alfred Bohnstedt (1854–1906), die Malerin Ida Bohnstedt (* 17. März 1858 in Sankt Petersburg; † 16. September 1916 in Gotha) und die ebenfalls unverheirateten Töchter Olga (1856–1937) und Ella (1865–1945).
1862 übersiedelte er mit seiner Familie in die Residenzstadt Gotha des Herzogtums Sachsen-Coburg-Gotha, wo er von 1866 bis 1871 als ehrenamtlicher Senator für das Bauwesen der Stadtverwaltung wirkte. In seiner ersten Gothaer Schaffenszeit profilierte er sich als Architekt privater Villenarchitektur und erhielt nach 1871 viele Aufträge für repräsentative Gebäude. Zu seinen größten Aufträgen gehörte die Konzeption der Gothaer Bahnhofstraße samt Bebauung.
1874 wurde er zum Mitglied der Königlichen Akademie der Künste in Berlin ernannt, 1875 wurde er Ehrenmitglied der Amsterdamer Bauakademie. 1876 wurde ihm die 1. Medaille auf der Kunstausstellung in München verliehen. Er war Mitglied der Gothaer Freimaurerloge Ernst zum Compaß.
Bohnstedt fand seine letzte Ruhestätte auf dem Gothaer Friedhof IV. Bei dessen Beräumung im Jahre 1951 wurde der Grabstein Bohnstedts gesichert, der heute (allerdings ohne den ihn einst krönenden Aufsatz) im Ehrenhain auf dem Hauptfriedhof steht. An der Rückseite des Grabsteins lehnt eine Gedenktafel für die Tochter Ida.
Die Stadt Gotha benannte eine Straße im Westen der Stadt zu Ehren des Architekten in „Bohnstedtstraße“.

## Werk

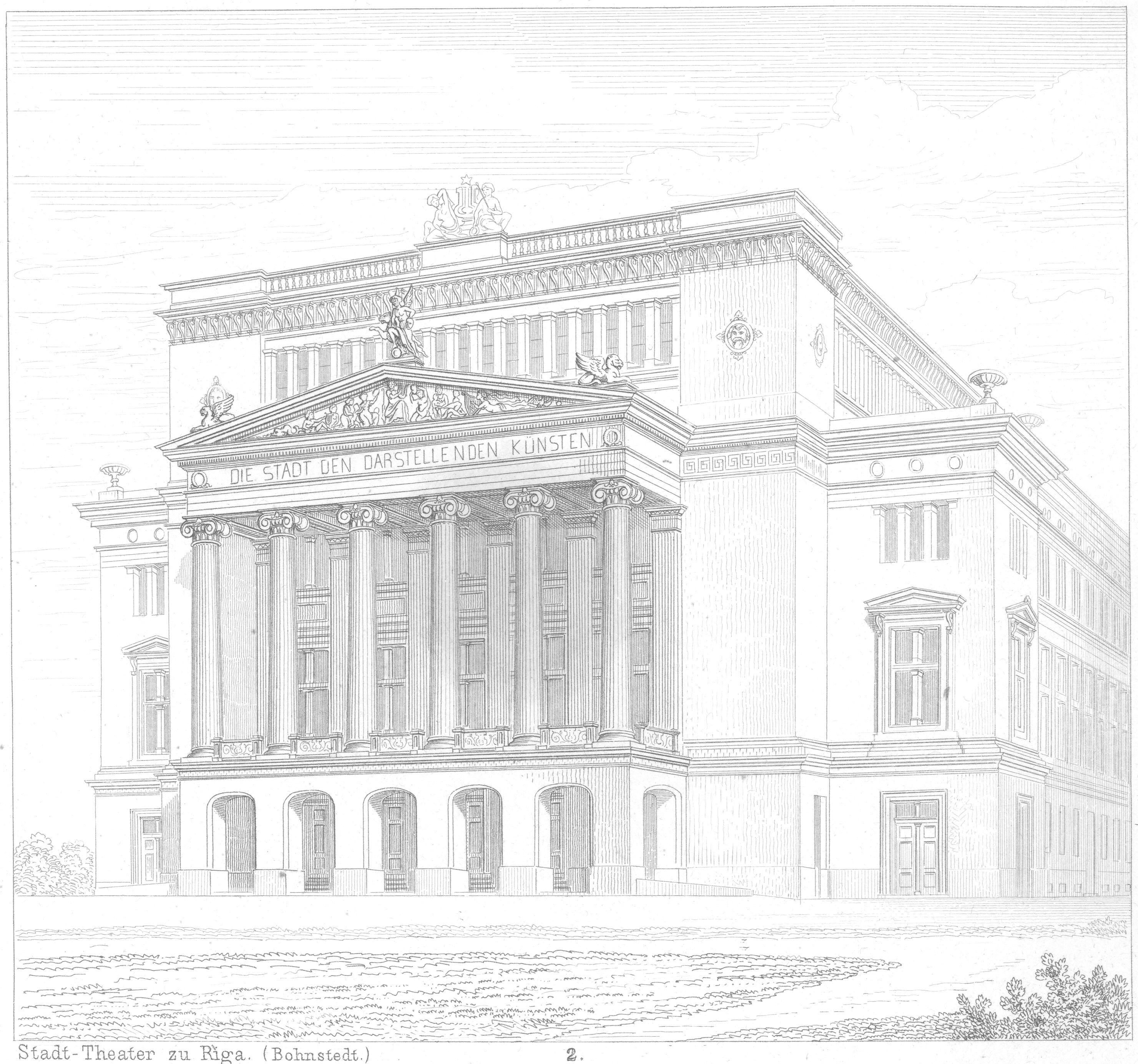
Stadttheater in Riga, ca. 1875

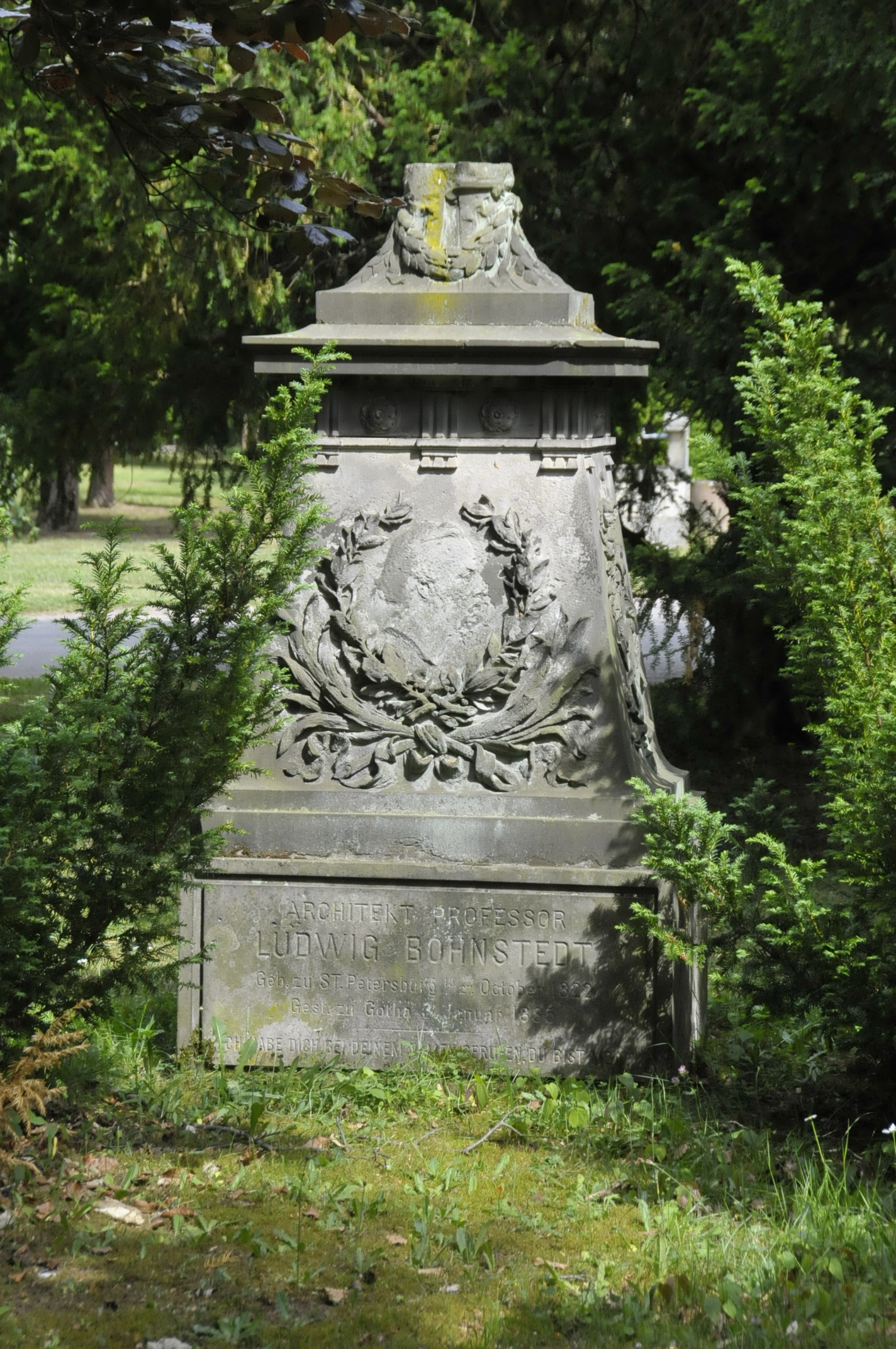
Grabstein auf dem Hauptfriedhof Gotha

Zu den von Bohnstedt entworfenen Bauten und Denkmälern gehören:
- 1860–1863 Riga, Stadttheater, heute Lettische Nationaloper
- 1862 (?) Gotha, Villa Jacobs, Mozartstraße 3
- enthüllt am 9. Juli 1867: Gotha, Paul-Emil-Jacobs-Denkmal
- 1866–1868 Eisenach, Reutervilla, Reuterweg 2, und andere Bauten im Südviertel
- um 1870 und erneut 1878: Bonn, umfangreiche Um- und Anbauten an der Villa Koenig (heutige Villa Hammerschmidt) in Bonn[3]
- 1870 (1878?) Gotha, Villa Gelbke, Gartenstraße 19 (Fassade 1966 für die Verbreiterung der Gartenstraße zerstört)
- 1872–1874 Gotha, Gothaer Feuerversicherungsbank
- 1872–1877 Gotha, Deutsche Grundkreditbank
- 1873–1877 Gotha, Gothaer Privatbank
- 1874 Gotha, Landes-Kriegerdenkmal für die Gefallenen des Deutsch-Französischen Kriegs 1870/1871, zugleich Regimentsdenkmal des 6. Thüringischen Infanterie-Regiments Nr. 95[4]
- 1874 Nordhausen, Villa Kneiff, siehe Park Hohenrode
- 1876–1883 Helsinki, Finnische Nationalbank
- 1880 Nordhausen, Kriegerdenkmal für die Gefallenen des Deutsch-Französischen Kriegs 1870/1871, in den Anlagen an der Sedanstraße

## Mitarbeiter
- Heinrich Carl Scheel

## Ehrungen
- Die Stadt Gotha benannte die in Gotha-West bis 1945 nach einem General im deutsch-französischen Krieg 1870/71 „Werderstraße“ genannte Straße in „Bohnstedtstraße“ um.